# スベトラーナ・シュコリナ
スベトラーナ・シュコリナ（Svetlana Vladimirovna Shkolina、ロシア語: Светлана Владимировна Школина、1986年3月9日 - ）は、ロシアの陸上競技選手、2013年世界選手権女子走高跳金メダリスト。ヤールツェヴォ出身。
「シェコリナ」と表記される事があるが、ロシア語表記の「Ш」はラテン翻字では「Sh」となり、双方ともカタカナ表記では「シュ」となるのが一般的である。
2003年世界ユース選手権と2004年世界ジュニア選手権では銀メダルを獲得し、2005年ヨーロッパジュニア選手権と2007年ヨーロッパU23選手権では金メダルを獲得した。
2008年のロシア選手権で当時自己ベストとなる1m98を記録。2010年には、ドイツ・アルンシュタットで開催されたHochsprung mit Musikで2m00の室内記録をマークし、ブランカ・ブラシッチに次ぐ2位となった。2011年の世界選手権は5位。
2012年8月のロンドンオリンピックは、自己ベストの2m03を記録してアンナ・チチェロワ、ブリジッタ・バレットに次ぐ3位に入り銅メダルを獲得した。
2013年8月、母国ロシアで開催された世界選手権は自己ベストタイの2m03をマーク、バレットらをおさえて優勝を飾り金メダリストに輝いた。

## 自己ベスト
- 走高跳（屋外） - 2m03（2012年、2013年）
- 走高跳（室内） - 2m00（2010年、2011年）

## 主な実績
| 年   | 大会                               | 場所                       | 種目   | 結果 | 記録 |
| ---- | ---------------------------------- | -------------------------- | ------ | ---- | ---- |
| 2003 | 世界ユース選手権                   | シェルブルック（カナダ）   | 走高跳 | 2位  | 1m86 |
| 2004 | 世界ジュニア選手権                 | グロッセート（イタリア）   | 走高跳 | 2位  | 1m91 |
| 2005 | ヨーロッパジュニア陸上選手権       | カウナス（リトアニア）     | 走高跳 | 1位  | 1m91 |
| 2007 | ヨーロッパU23陸上選手権            | デブレツェン（ハンガリー） | 走高跳 | 1位  | 1m92 |
| 2008 | オリンピック                       | 北京（中国）               | 走高跳 | 14位 | 1m93 |
| 2009 | ヨーロッパ室内選手権               | トリノ（イタリア）         | 走高跳 | 4位  | 1m96 |
| 2009 | ヨーロッパチーム選手権             | レイリア（ポルトガル）     | 走高跳 | 4位  | 1m98 |
| 2009 | 世界選手権                         | ベルリン（ドイツ）         | 走高跳 | 6位  | 1m96 |
| 2009 | IAAFワールドアスレチックファイナル | テッサロニキ（ギリシャ）   | 走高跳 | 6位  | 1m94 |
| 2010 | 世界室内選手権                     | ドーハ（カタール）         | 走高跳 | 4位  | 1m96 |
| 2010 | ヨーロッパチーム選手権             | ベルゲン（ノルウェー）     | 走高跳 | 2位  | 1m98 |
| 2010 | ヨーロッパ選手権                   | バルセロナ（スペイン）     | 走高跳 | 4位  | 1m97 |
| 2011 | 世界選手権                         | 大邱（韓国）               | 走高跳 | 5位  | 1m97 |
| 2012 | オリンピック                       | ロンドン（イギリス）       | 走高跳 | 3位  | 2m03 |
| 2013 | 世界選手権                         | モスクワ（ロシア）         | 走高跳 | 1位  | 2m03 |